# Andreas Libavius

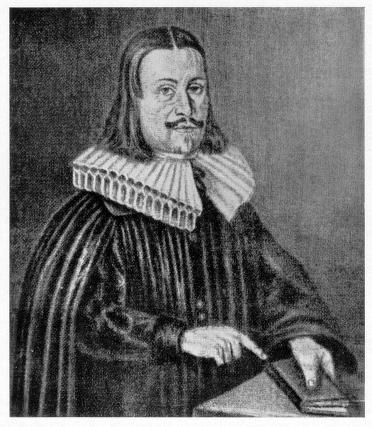
Andreas Libavius

Andreas Libavius, auch: Libau; Basilius de Varna (* nach 1555 in Halle an der Saale; † 25. Juli 1616 in Coburg), war ein deutscher Schulmann, Philosoph, Arzt und Chemiker sowie ein Universalgelehrter seiner Zeit. Er gilt als früher Vertreter der Chemiatrie und Mitbegründer der modernen Chemie.

## Leben
Libavius wurde zwischen 1555 und 1560 als Andreas Libau, Sohn des Leinenwebers Johann Liebau geboren. Andreas Libavius besuchte in Halle das Gymnasium und begann ab 1576 an der Universität Wittenberg und ab 1577 an der Universität Jena die Fächer Philosophie und Geschichte zu studieren, wobei er den akademischen Grad eines Magisters der freien Künste erwarb. Zusätzlich hörte er in Jena Vorlesungen über Medizin. Danach war Libavius als Lehrer tätig, zuerst ab 1581 in Ilmenau und ab 1586 als Stadt- und Ratsschulenrektor in Coburg. 1588 ging er nach Basel und promovierte an der dortigen Universität zum Doktor der Medizin. Am Ende des gleichen Jahres begann er als Professor an der Universität in Jena Vorlesungen über Geschichte und Poetik zu halten. Daneben leitete er medizinische Disputationen.

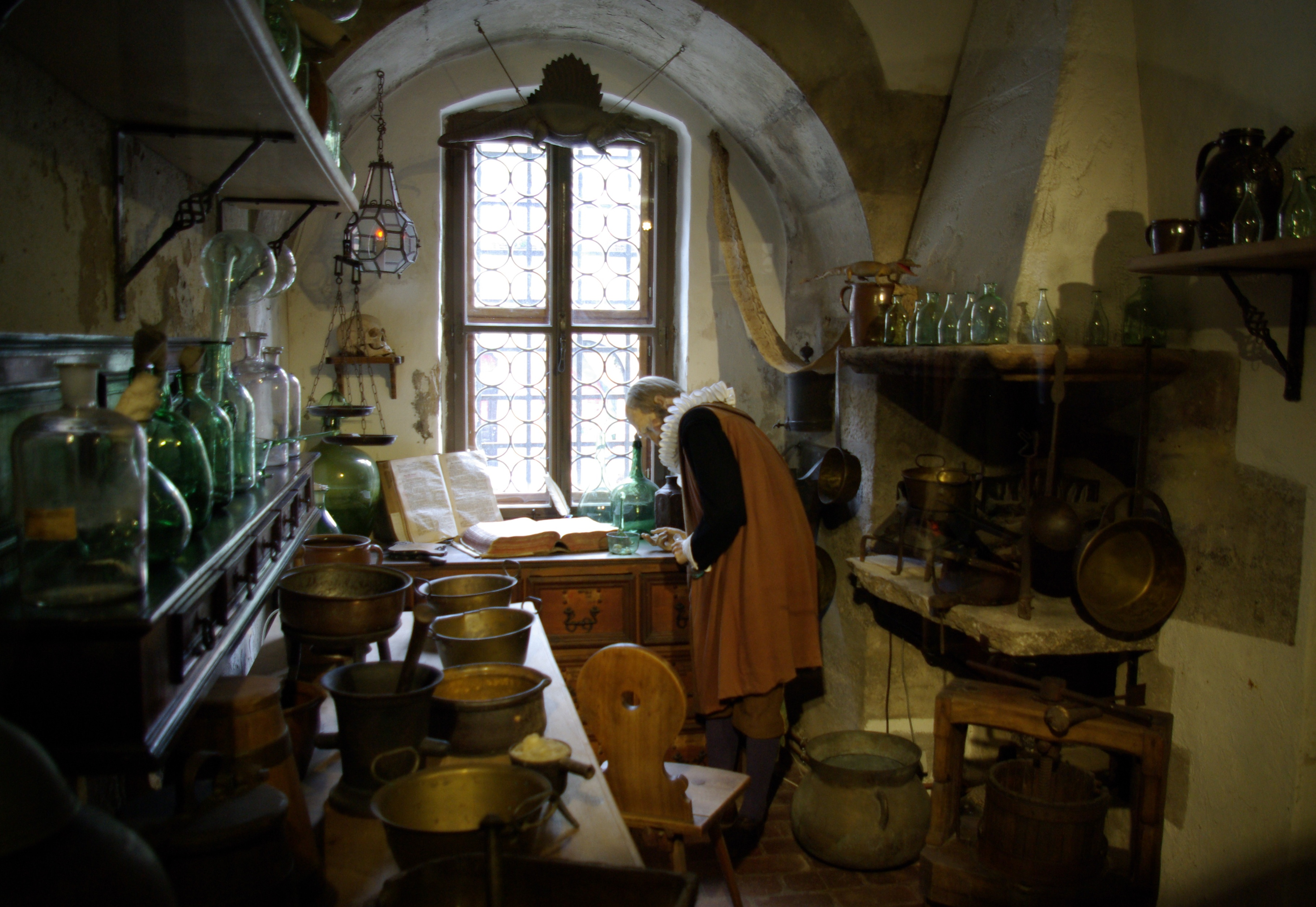
Nachbildung des Labors von Andreas Libavius im Historiengewölbe in Rothenburg ob der Tauber

Stadtphysikus wurde er 1591 in Rothenburg ob der Tauber und ein Jahr später Schulinspektor. 1606 erhielt er von Herzog Johann Casimir das Angebot, als Rektor das neu gegründete Gymnasium Casimirianum in Coburg zu leiten, wo er von 1607 bis zu seinem Tod 1616 als „Director und Professor primarius“ tätig war. Friedrich von Monau war dort einer seiner Studenten.

## Werke

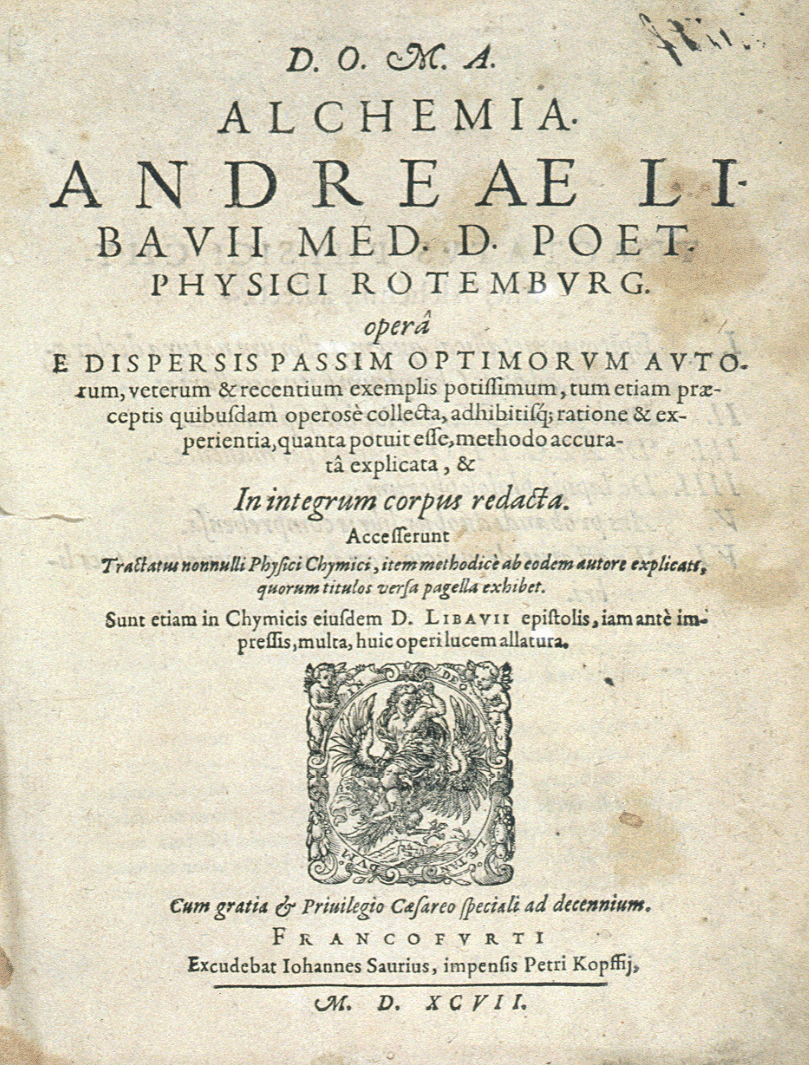
Alchemia, 1597

Die theologischen Veröffentlichungen Libavius’ wandten sich gegen den Jesuiten Jakob Gretser. Dies sind Analysis dialectica colloqui Ratisbonensis von 1603 und Gretserus triumphans von 1604, die unter der Bezeichnung Basilius de Varna, einem Anagramm aus Andreas Libavius, erschienen sind.
1597 wurde die Alchemia, seine bekannteste Abhandlung, herausgegeben, worin er unter anderem die Quintessenzen (von Wein und Metallen) und die Möglichkeit der Transmutation beschreibt. Es war das erste systematische Handbuch der modernen Chemie. Die traditionelle chemische Rezeptliteratur, theoretische Überlegungen, die bis auf die griechische Antike zurückgingen, und Alchemie (Umwandlung Metalle) wurden vereinigt und nicht als Geheimliteratur, sondern im humanistischen Geist für alle Interessierten zugänglich behandelt. So zeigte er bei den Kupfersalzlösungen – hergestellt z. B. aus Scheidewasser und Bronze –, dass diese sich mit Hilfe von Ammoniak („Salmiakgeist“) durch eine tiefblaue Färbung nachweisen lassen (Kationentrenngang). Die erste Ausgabe enthielt noch keine Abbildungen, erst die zweite Ausgabe von 1606 (Alchymia) war reich illustriert. Eine Übersetzung ins Deutsche erschien 1964.
Weitere Werke waren unter anderem das vierteilige Buch Singularia von 1599, das eine Sammlung von Beschreibungen und Diskussionen über medizinisch naturwissenschaftliche Phänomene enthält. 1610 erschien von Libavius die Brunnenschrift Tractatus Medicus Physicus und Historia des fürtrefflichen Casimirianischen SawerBrunnen unter Libenstein nicht fern von Schmalkalden gelegen, eine der ersten Brunnenschriften Deutschlands. In Syntagmatis alchamiae arcanorum von 1615 beschrieb er die 1605 entdeckte Herstellung des Zinnchlorids, das daher auch nach ihm als Spiritus fumans Libavii bezeichnet wird. Allerdings hatte der Franziskaner Ulmannus das Zinnchlorid bereits 1419 im Buch der Heiligen Dreifaltigkeit erwähnt.
Libavius übte begründete Kritik an der Chemiatrie des Paracelsus, befürwortete in weitem Umfang dessen Lehren, jedoch ohne die astrologischen und spirituellen Auslegungen, und trat insbesondere für dessen chemische Arzneimittel ein. Der Bruderschaft des Rosenkreuzes widersprach er in seiner Abhandlung Bedenken von der fama und confession von der Bruderschaft des Rosencreutzes.
Weitere Werke
- Neoparacelsica, Frankfurt am Main 1594
- Tractatus duo physici, Frankfurt am Main 1594
- Gegenbericht von der Panacea Amwaldina, auff Georg vom Waldt davon aussgegangenen Bericht. Frankfurt am Main 1595
- Singularium pars prima … pars secunda, Frankfurt am Main 1595
- Analysis dialéctica colloquii Ratisbonensis, Frankfurt am Main 1602
- Poemata epica, lyrica, et elegica, Frankfurt am Main 1602 (Digitalisat)
- Alchymistische Practic, Frankfurt am Main 1603 (Digitalisat)
- Gretserus triumphatus, Frankfurt am Main 1604
- Alchymia triumphans, Frankfurt am Main 1607
- Wolmeinendes Bedencken / Von der Fama, und Confession der Brüderschaft deß Rosen Creutzes, Frankfurt am Main 1616